# 意大利国王号铁甲舰
“意大利国王”号（Re d'Italia）是意大利皇家海军在19世纪60年代初于美国建造的意大利国王级装甲巡航舰的首舰。本舰于1861年11月在纽约的威廉·H·韦伯造船厂铺设龙骨，1863年4月下水，并于一年后的1864年9月完工；这两艘意大利国王级舰只是唯一在美国建造的意大利铁甲舰。作为船旁列炮装甲舰，该舰级装备有6门72磅炮和32门164（6.5英寸）炮。
“意大利国王”号最初是意大利舰队的旗舰，但在1866年利萨海战开始前不久，被炮塔舰“铅锤”号取代。在这场战斗中，“意大利国王”号处于混战的中心。在舵被一艘奥地利船只损坏后，奥地利旗舰“费迪南大公马克斯”号撞上了“意大利国王”号，并在后者舰体上撕开了一个大洞。之后“意大利国王”号迅速倾覆并沉没，约400名船员随舰葬身海底，包括舰长埃米利奥·法亚·迪·布鲁诺。

## 设计
“意大利国王”号全长99.61（326英尺10英寸），舷宽16.76米（55英尺），平均吃水深6.17米（20英尺3英寸）。通常负载情况下，本舰的排水量为5,610長噸（5,700公噸），满载时可达5,869長噸（5,963公噸）。本舰舰体采用未经过干燥处理的生材进行建造，且没有装设水密隔舱。本舰设计配备565名舰员。
“意大利国王”号的推进系统由一台单胀式船用蒸汽机组成，驱动一具单螺旋桨。蒸汽由四台燃煤矩形火管锅炉提供，锅炉废气集中从一根舰舯部的烟囱中排出。在使用引擎驱动时，输出功率在1,812至1,845匹指示馬力（1,351至1,376千瓦特），提供时速10.6至10.8節（19.6至20.0每小時；12.2至12.4英里每小時）。在10.5節（19.4每小時；12.1英里每小時）的航速下，本舰可以航行约1,800海里（3,300；2,100英里）。为了进行长途航行，“意大利国王”号装备了三根桅杆的巴克帆装。
“意大利国王”号是一艘船旁列炮铁甲舰，主炮为6门72磅炮203（8英寸）炮和32门164（6.5英寸）來福線前膛砲。舰首装有一个马刺形的撞角。舰体覆盖4.75英寸（121）厚的熟铁，然而方向舵和螺旋桨却没有装甲保护。

## 服役历史
“意大利国王”号由威廉·H·韦伯在其位于纽约市的造船厂建造。本舰于1861年11月21日铺设龙骨，1863年4月18日下水。1864年4月“意大利国王”号驶回意大利，并于同年9月18日正式加入意大利舰队服役。不到两年后的1866年6月，在普奥战争爆发的同时意大利向奥地利宣战，发起了第三次意大利独立战争。尽管奥地利舰队比意大利舰队在实力上要弱得多，意大利舰队指挥官海军上将卡洛·佩利翁·德·佩尔萨诺在战争最初阶段还是采取了谨慎的行动方针，不愿冒险与奥地利海军直接交战。佩尔萨诺声称他只是在等待从英国建造完成返回意大利本土途中的新式装甲冲角舰“铅锤”号，但他的不作为大大削弱了舰队的士气，他的许多下属公开指责其懦弱的做法。
1866年6月27日，奥地利海军少将威廉·冯·特格特霍夫率领奥地利舰队抵达安科纳，以试图引开意大利方面的注意力。当时，许多意大利舰只的整备都处于混乱状态，“意大利国王”号的煤仓发生了火灾，而舰队中其他舰只也遇到了各种动力系统或武器方面的故障。佩尔萨诺在铁甲舰“卡里尼亚诺王子”号上召开了一次军事会议以决定是否出兵与特格特霍夫交战。然而此时特格特霍夫已经从安科纳撤退，这使得佩尔萨诺的决定变得毫无意义。时任意大利海军部长阿戈斯蒂诺·德普雷蒂斯敦促佩尔萨诺采取有效行动并建议他主动出击占领利萨岛以帮助意大利军队内部在库斯托扎战役中失利后恢复军心。于是佩尔萨诺在7月7日离开安科纳在亚得里亚海域进行了一次徒劳无获的扫荡行动并最终于13日返回。

### 利萨战役
1866年7月16日，佩尔萨诺率领意大利舰队离开安科纳前往利萨岛并于18日抵达，随队还有装载3000名士兵的运载船。意大利方面以军舰对奥地利在岛上的要塞进行炮击，意图在要塞被压制后让士兵登陆。作为回应，奥地利海军派出特格特霍夫率领的舰队攻击意大利舰只。当时，“意大利国王”号是佩尔萨诺旗下第二总队的旗舰，与它一同编队的还有铁甲舰“圣马蒂诺”号和岸防舰“帕莱斯特罗”号。18日抵达利萨岛后，佩尔萨诺派出大部分舰船轰炸维斯，但未能成功登陆。

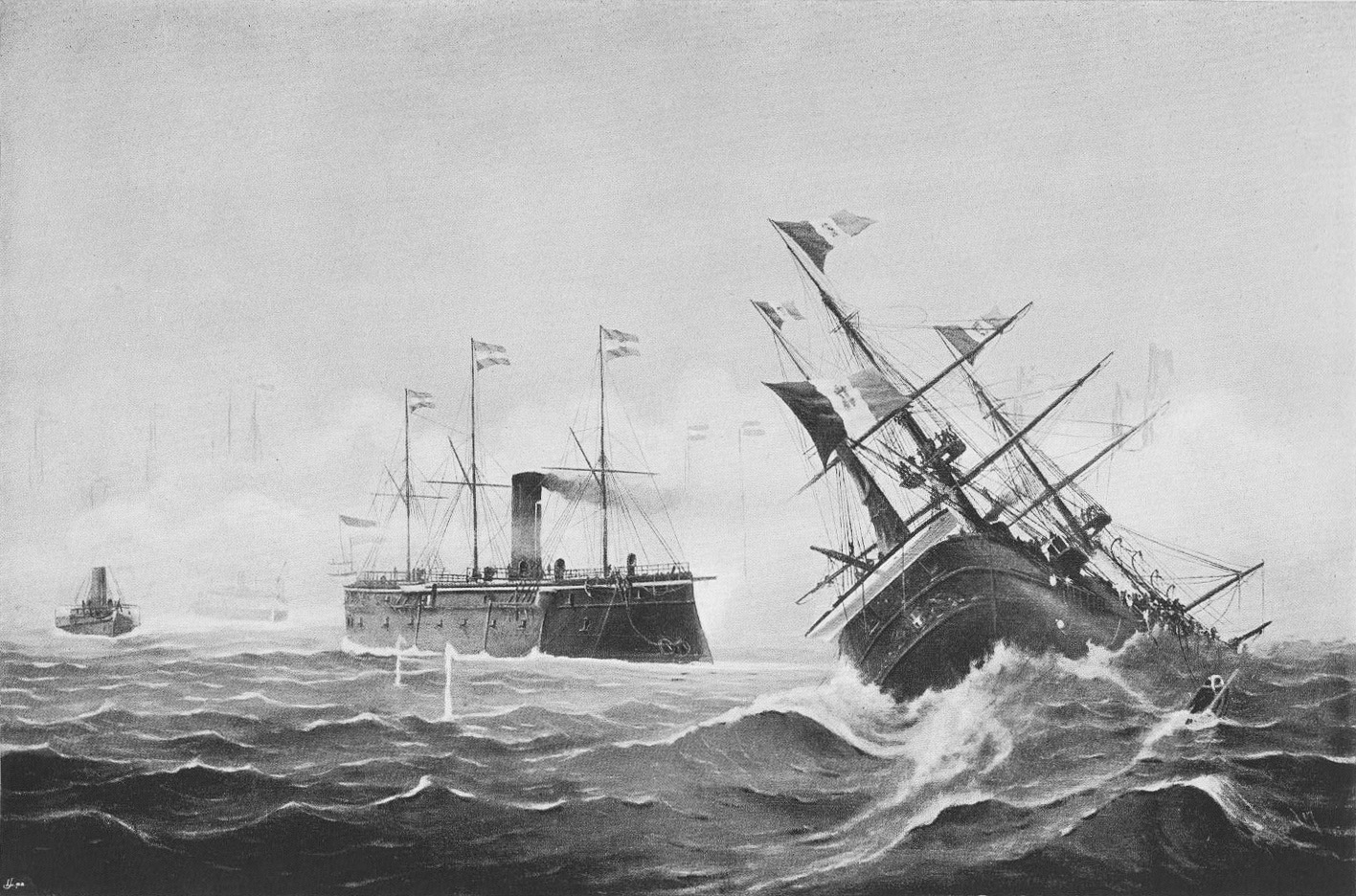
被“费迪南·马克斯大公”号撞击后，开始倾斜的“意大利国王”号

7月19日早上，佩尔萨诺下令再次发动攻击；四艘铁甲舰强行突破维斯港的防御，而“意大利国王”号与舰队的其他舰只试图压制外部防御工事。第二次进攻也失败了，但佩尔萨诺决定第二天进行第三次尝试。包括“意大利国王”号在内的大部分意大利舰只再次试图摧毁外部堡垒，为登陆做准备。但在意大利舰队发起进攻之前，通信船“探险”号传来了特格特霍夫舰队逼近的消息，这引发了佩尔萨诺舰队的一片混乱。
第一总队指挥官乔瓦尼·瓦卡海军上将旗下的三艘舰船位于佩尔萨诺主力舰队东北三英里处，另外三艘铁甲舰则位于更远的西边。佩尔萨诺立即命令他的舰队与瓦卡的舰只编组，先排成并列一字编队，然后排成一路纵队前进。“意大利国王”号是意大利舰队战列线中的第四艘舰，仅跟在瓦卡的舰只后面。在行动开始前不久，佩尔萨诺离开了他的旗舰“意大利国王”号，并转移到“铅锤”号，然而在其他舰上的指挥官都不知道这一变化。因此，这些舰只开始各自为战。更危险的是，由于佩尔萨诺命令“意大利国王”号停船，导致了在瓦卡的三艘舰后面与其余舰只之间造成了一个很明显的战列线缺口。特格特霍夫率领他的舰队穿过瓦卡和与佩尔萨诺的舰船之间的空隙，试图发动混战，但他在第一次通过时未能撞击到意大利舰船。随后，奥地利舰队转向佩尔萨诺的舰队，并猛烈地炮击“意大利国王”号、“圣马蒂诺”号和“帕莱斯特罗”号。奥地利舰只集中火力攻击“意大利国王”号，特别是对其舰尾进行了猛烈射击。在试图撞击“意大利国王”号时，一艘奥地利舰只摧毁了前者的舵，导致其无法操纵。
“意大利国王”号的舰长埃米利奥·法亚·迪·布鲁诺试图驾驶战船逃离混战，但他只能使用引擎来控制舰体行动。在被另一艘奥地利铁甲舰挡住去路后，法亚·迪·布鲁诺命令“意大利国王”号倒车。就在“意大利国王”号几乎快要停下来时，奥地利舰队旗舰“费迪南·马克斯大公”号撞了上来。“费迪南·马克斯大公”号的撞角在“意大利国王”号的舰体上撕开了一个大洞，后者迅速向左舷倾覆并沉没。“意大利国王”号的舰员中只有166人获救，其余约400人随舰沉没，其中就包括舰长。

## 脚注

### 引文
1. 1 2  张恩东 (2018)，第233頁.
2. ↑  陈悦 (2015)，第234頁.
3. ↑  李昊 (2020)，第15頁.
4. ↑  马幼垣 (2013)，第68頁.
5. 1 2 3 4 5  Fraccaroli (1979)，第338頁.
6. 1 2  Silverstone (1984)，第282頁.
7. ↑  李昊 (2019)，第110-111頁.
8. ↑  鄺智文 & 蔡耀倫 (2018)，第39頁.
9. ↑  Silverstone (1984)，第302頁.
10. 1 2  Sondhaus (1994)，第1頁.
11. ↑  Greene & Massignani (1998)，第217–222頁.
12. ↑  Wilson (1896)，第216–218頁.
13. ↑  Sondhaus (1994)，第1–2頁.
14. ↑  Wilson (1896)，第219頁.
15. ↑  Wilson (1896)，第220頁.
16. ↑  大连海运学院《英汉航海词典》编写组 (1980)，第171頁.
17. ↑  西风 (2019)，第122頁.
18. ↑  Wilson (1896)，第222–225, 232頁.
19. 1 2  申秋元, 姚剑华 & 程新平 (2022)，第270頁.
20. ↑  张恩东 (2018)，第237頁.
21. ↑  Wilson (1896)，第223–225, 231–233頁.
22. ↑  Wilson (1896)，第233–235頁.
23. ↑  Wilson (1896)，第236–242頁.
24. ↑  Greene & Massignani (1998)，第232–233頁.

## 拓展阅读
- Ordovini, Aldo F.; Petronio, Fulvio; Sullivan, David M. . Warship International. Vol. 51 no. 4. December 2014: 323–360. ISSN 0043-0374.